# Milagro del Sol Séptuple
El Milagro del Sol Séptuple fue un fenómeno atmosférico observado en Gdańsk en 1661. Se trató de un complejo halo solar, descrito por Georg Fehlau, pastor de la iglesia de St. Marien, en un sermón que ofreció dos semanas después del evento. Esta descripción fue publicada bajo el título Siebenfältiges Sonnenwunder oder sieben Nebensonnen, so in diesem 1661 Jahr den 20. Februar neuen Stils am Sonntage Sexagesima um 11 Uhr bis nach 12 am Himmel bei uns sind gesehen worden ("Milagro del sol séptuple o siete parhelios solares que se observaron en nuestros cielos el domingo sexagesimo, 20 de febrero de 1661, desde las 11 hasta poco después de las 12"). El astrónomo Johannes Hevelius también documentó el evento en su obra Mercurius in Sole visus Gedani, publicada al año siguiente.

## Evento
El 20 de febrero de 1661, más de mil personas, incluidos Fehlau y Hevelius, presenciaron un complejo fenómeno de halo en la ciudad de Gdańsk, junto al mar Báltico.
Además del Sol real, se identificaron dos soles simulados (parhelios) y un antélion, acompañados de halos a 22° y 46°, cada uno con un arco tangente superior y un arco circuncenital, respectivamente. De especial interés para los científicos modernos fue la descripción de otros tres parhelios adicionales: uno en la intersección del halo de 22° con el arco tangente superior, y dos más ubicados a 90° del Sol, en los puntos de cruce de un halo mucho más grande pero incompleto.
Se sospecha que el primer fenómeno fue en realidad un arco Parry inusualmente brillante, que fue confundido con un parhelio. Los otros dos soles simulados y el halo relacionado, conocido como el "halo de Hevel",siguen sin una explicación teórica clara y no se han observado nuevamente, aunque se informó un posible caso similar en 1909.Sin pruebas definitivas, algunos investigadores consideran que estos podrían haber sido parhelios de 120°, un fenómeno raro pero conocido.

## Registros
Dos semanas después del evento, el 6 de marzo, Fehlau ofreció un sermón en la iglesia de Santa María, motivado por el fenómeno y la gran atención que generó. Este discurso fue publicado posteriormente e incluye una descripción detallada del suceso.
Un año después, Hevelius publicó su obra Mercurius in Sole visus Gedani ("Mercurio visto en el Sol en Gdańsk"), centrada principalmente en la observación de un tránsito de Mercurio, pero que también incluía diversos datos astronómicos, entre ellos una descripción de los halos observados en 1661.
Dado que ambos relatos son casi idénticos y se sabe que Fehlau visitó a Hevelius en su observatorio el 3 de marzo para observar un cometa, los astrónomos modernos consideran que ambos colaboraron en la elaboración del texto. Sin embargo, usualmente se atribuye el crédito principal a Hevelius, quien era más reconocido.

## Relato de Fehlau
La traducción del relato de Fehlaudice (notas añadidas para mayor claridad):
Ahora llegamos a la descripción de los parhelios o parhelios recientemente aparecidos, que se habían observado hace quince días y de los que hablamos ahora. Eran así: Hace quince días era el 20 de febrero, alrededor de las 11 a.m., cuando el sol estaba en el sureste y el aire era brillante y claro. Había siete soles claramente visibles en el cielo al mismo tiempo, tres coloridos y tres blancos, además del sol real. Alrededor de este último (el sol real) apareció un círculo bastante grande y casi cerrado con colores muy hermosos como un arcoíris (el halo de 22°), en el que a ambos lados se veían dos parhelios coloridos que estaban a la misma altura que el sol real. Ambos tenían colas largas, claras y blancas, que se estrechaban como cometas, uno apuntando al este y el otro al oeste (los extremos del círculo parhélico).
En segundo lugar, precisamente en ese círculo (el halo de 22°), directamente encima del sol, debajo de una línea vertical (posible pilar de luz), había una parte de un círculo invertido o arco iris, también con colores muy bellos (el arco tangente superior), con otro parhelenio un poco menos brillante en él (posible arco Parry).
En tercer lugar, había un círculo mucho más grande con muchos colores también hermosos alrededor del Sol (el halo de 46°), rodeando al otro, un poco más débil y no totalmente cerrado ya que el horizonte estaba demasiado cerca y el diámetro del círculo demasiado grande, en el que cerca del punto más alto era visible una parte invertida de un arco iris (el arco circuncenital), muy brillante y con hermosos colores.

En cuarto lugar, un círculo muy blanco y plateado emergía de los dos parhelios junto al Sol real (el círculo parhélico), que rodeaba todo el horizonte y se encontraba en todas partes a la misma distancia, que era de unos 20 grados. En este círculo había otros tres soles plateados: uno al noroeste, opuesto al Sol real (el antélion); el otro al noreste y el tercero al suroeste (el parhelio de 90° de Hevelius; aunque posiblemente de 120° en realidad). A través de estos dos últimos, el oriental y el occidental, pasaba un arco blanco que provenía de arriba (el halo de Hevelius), también a través del gran círculo sobre el que se encontraban. De modo que a través de estos dos parhelios blancos parecía pasar una cruz blanca, lo cual pareció asombroso durante aproximadamente una hora y media antes de que todo desapareciera. Era una imagen de una belleza sobrecogedora, en la que siete soles eran visibles al mismo tiempo, algo nunca antes observado. Sí, los eruditos (posiblemente Hevelius) creen que, si esta imagen se hubiera observado un poco antes, habrían sido visibles nueve soles al mismo tiempo.